# LNWR-Klasse 19in Express Goods

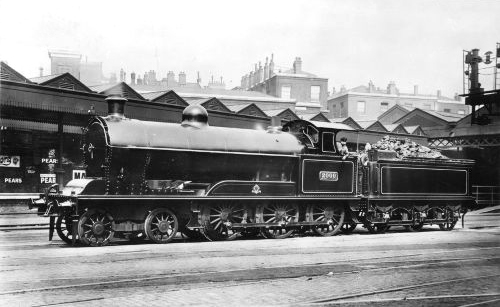
LNWR 19in Express Goods Nr. 2000

LNWR-Klasse 19in Express Goods, auch bekannt als Experiment Goods Class, war eine Baureihe von Schlepptender-Dampflokomotiven der britischen London and North Western Railway (LNWR). Die zwischen 1906 und 1909 gebauten Lokomotiven wurden für den gemischten Verkehr konzipiert und waren eine Variante der Experiment-Klasse mit kleineren Kuppelrädern und geändertem Kessel für den Eilgüterverkehr.

## Geschichte
Die Lokomotiven wurden unter der Leitung von George Whale, dem damaligen Chefingenieur der LNWR, entwickelt. Ziel war es, eine leistungsfähige Lokomotive für den Eilgüterverkehr zu schaffen, die auch für Personenzüge geeignet war. Nach dem großen Erfolg der Precursor-Klasse und Experiment-Klasse für den Personenverkehr entwarf Whale 1906 eine Güter- oder Mischverkehrsversion der Experiment-Klasse, die 19in Express Goods. Insgesamt wurden 170 Exemplare in den bahneigenen Crewe Works gebaut, wobei die meisten in den Jahren 1907 (55 Stück) und 1908 (90 Stück) gebaut wurden.
Wie bei vielen britischen Eisenbahngesellschaften jener Zeit war es üblich, neuen Lokomotiven Namen und Nummern ausgemusterter Lokomotiven zuzuweisen, sofern sich der Gesamtbestand an Lokomotiven nicht erhöhte. Dies führte zu einer willkürlichen Nummerierung ohne fortlaufende Nummernblöcke, die keine Rückschlüsse auf das Alter oder die Ablieferungsreihenfolge der Lokomotiven zulässt.
Die Lokomotiven waren zuverlässig und wurden außer im Eilgüterverkehr auch vor Sonderzügen im Personenverkehr eingesetzt. Manchmal leisteten sie auch Vorspann vor schweren Schnellzügen auf der West Coast Main Line (WCML) auf dem Abschnitt Carlisle–Shap Summit.
Nach der Gruppierung der britischen Eisenbahnen in vier große Gesellschaften im Jahr 1923 wurden die Lokomotiven von der London, Midland and Scottish Railway (LMS) übernommen und als Leistungsklasse 4F eingestuft. Die LMS vergab neue Betriebsnummern im Bereich 8700–8869.
Die Ausmusterung begann in den frühen 1930er Jahren. Nach der Verstaatlichung der britischen Eisenbahnen 1948 wurden noch drei Lokomotiven in den Bestand von British Railways (BR) übernommen, die aber ihre LMS-Nummer behielten. Die letzte Lokomotive wurde 1950 außer Dienst gestellt. Von der Baureihe wurde keine Lokomotive erhalten.

## Technik
Zylinder und Fahrwerk der 19in Express Goods entsprachen der Experiment-Klasse, die Lokomotiven wiesen jedoch kleinere Kuppelräder und einen leicht geänderten Kessel auf. Der Durchmesser der Treibräder wurde auf 1588 mm (5 ft 2½ in) reduziert. Die Achsfolge 2’C (Ten-Wheeler) wurde beibehalten. Sie ermöglichte eine gute Traktion bei gleichzeitig guter Spurführung bei höheren Geschwindigkeiten durch das vorlaufende Drehgestell, was die Lokomotiven sowohl für Güterzüge als auch für Personenzüge geeignet machte. Anstelle der einzelnen Radschutzkästen der Experiment-Klasse erhielten die Lokomotiven der 19in Goods einen einzelnen, langgezogener Radschutzkasten, der alle drei Kuppelräder abdeckte.
Das Triebwerk verfügte über zwei innenliegende Zylinder mit einem Durchmesser von 483 mm (19 in) und einem Kolbenhub von 660 mm (26 in). Es war mit einer Joy-Steuerung mit druckentlasteten Flachschiebern ausgestattet. Der Kessel wurde anfangs mit einem Druck von 12,7 bar (185 psi) betrieben, der höchste jemals in einer von den Crewe Works für die LNWR gebauten Lokomotive mit einfacher Dampfdehnung. Er wurde später auf die üblichen 12,1 bar(175 psi) herabgesetzt.
Der Stehkessel war mit runder Decke ausgeführt. Im Gegensatz zu anderen Ten-Wheelern reichte die Feuerbüchse nicht zwischen den zeiten und dritten Kuppelradsatz hinunter, sondern war oberhalb den Achsen angeordnet. Diese Bauweise führte zu einer langen und schmalen Feuerbüchse. Aufgrund der kleineren Kuppelraddurchmesser konnte die Feuerbüchse im Vergleich zur Experiment-Klasse 15 cm tiefer gehalten werden. Dennoch blieb die Feuerung der Lokomotive anspruchsvoll, da sie – wie bei den Experimental-Lokomotiven – eine spezielle Feuerungstechnik erforderte. Obwohl die tiefere Feuerbüchse eine etwas größere Strahlungsheizfläche ermöglichte, war die Gesamtheizfläche dennoch geringer als bei der Experiment-Klasse. Dies lag an der abweichenden Anordnung der Heizrohre im Kessel. Zwischen 1927 und 1934 wurden bei der London, Midland and Scottish Railway (LMS) einige Exemplare mit einem Belpaire-Stehkessel nachgerüstet.
Im Rahmen einer Verbesserungsaktion erhielten einige Lokomotiven innerhalb des Rahmens angeordnete Sandkästen. Die Lösung bewährte sich nicht, weil es fast unmöglich war, diese aufzufüllen. Sie wurden deshalb schnell wieder durch eine praktischere Version außerhalb des Rahmens ersetzt. Einige Lokomotiven erhielten Windabweiser an den Sandrohren, um zu verhindern, dass der Sand vom Wind unter den Rädern weggeblasen wird.